# Secretaría de Relaciones Exteriores

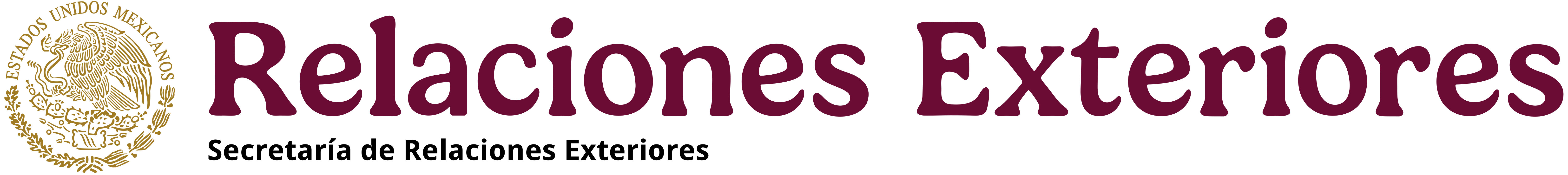
SRE

Das Secretaría de Relaciones Exteriores (SRE) ist das politische „Sekretariat (der Regierung) für Außenbeziehungen“ in Mexiko, vergleichbar mit einem Außenministerium. Es wurde 1876 gegründet und hat seinen Sitz in Mexiko-Stadt.
Das Sekretariat gliedert sich in die vier Untersekretariate für „Außenbeziehungen“, „Lateinamerika und Karibik“, „Nordamerika“ sowie „Multilaterale Angelegenheiten und Menschenrechte“, so wie die beiden Abteilungen für „Wirtschaftsbeziehungen und internationale Zusammenarbeit“ und „Rechtskoordination und Informationsdokumentation“. Ferner gehört das „Matías Romero“-Institut und das Institut für Mexikaner im Ausland (Instituto para los Mexicanos en el Exterior) zum SRE. Auch in der Zuständigkeit des SRE liegen die mexikanischen Auslandsvertretungen.
Das ursprüngliche Zentralbürogebäude wurde nach dem Bezug der neuen Zentrale an die Universidad Nacional Autónoma de México übergeben. Architekt des neuen Gebäudes war 1970 der Mexikaner Rafael Mijares Alcérreca.
|  |  |  |

## Bisherige Sekretäre
Das Amt eines „Secretario“ / einer „Secretaria“ der Regierung in Mexiko ist vergleichbar mit dem eines Ministers einer Staatsregierung. 
| Amtsinhaber                                      | Amtszeit                                         | Präsident                                        | Zeitraum                                         |
| Secretario / Secretaria de Relaciones Exteriores | Secretario / Secretaria de Relaciones Exteriores | Secretario / Secretaria de Relaciones Exteriores | Secretario / Secretaria de Relaciones Exteriores |
| ------------------------------------------------ | ------------------------------------------------ | ------------------------------------------------ | ------------------------------------------------ |
| Ignacio Luis Vallarta                            | 1876                                             | Porfirio Díaz                                    | 1876                                             |
| Ignacio Luis Vallarta                            | 1876–1877                                        | Juan N. Méndez                                   | 1876                                             |
| Ignacio Luis Vallarta                            | 1877–1878                                        | Porfirio Díaz                                    | 1877–1880                                        |
| José María Mata                                  | 1878                                             | Porfirio Díaz                                    | 1877–1880                                        |
| Eleuterio Ávila                                  | 1878–1879                                        | Porfirio Díaz                                    | 1877–1880                                        |
| Miguel Ruelas                                    | 1879                                             | Porfirio Díaz                                    | 1877–1880                                        |
| Ignacio Mariscal                                 | 1880                                             | Porfirio Díaz                                    | 1877–1880                                        |
| Ignacio Mariscal                                 | 1880–1883                                        | Manuel González                                  | 1880–1884                                        |
| José Fernández                                   | 1884                                             | Manuel González                                  | 1880–1884                                        |
| José Fernández                                   | 1884                                             | Porfirio Díaz                                    | 1884–1911                                        |
| Joaquín Baranda                                  | 1884–1885                                        | Porfirio Díaz                                    | 1884–1911                                        |
| Ignacio Mariscal                                 | 1885–1890                                        | Porfirio Díaz                                    | 1884–1911                                        |
| Manuel Aspiroz                                   | 1890                                             | Porfirio Díaz                                    | 1884–1911                                        |
| Ignacio Mariscal                                 | 1890–1898                                        | Porfirio Díaz                                    | 1884–1911                                        |
| Manuel Aspiroz                                   | 1898                                             | Porfirio Díaz                                    | 1884–1911                                        |
| Ignacio Mariscal                                 | 1898–1910                                        | Porfirio Díaz                                    | 1884–1911                                        |
| Enrique C. Creel                                 | 1910–1911                                        | Porfirio Díaz                                    | 1884–1911                                        |
| Francisco León de la Barra                       | 1911                                             | Porfirio Díaz                                    | 1884–1911                                        |
| Victoriano Salado Álvarez                        | 1911                                             | Francisco León de la Barra                       | 1911                                             |
| Bartolomé Carbajal y Rosas                       | 1911                                             | Francisco León de la Barra                       | 1911                                             |
| Manuel Calero                                    | 1911–1912                                        | Francisco I. Madero                              | 1911–1913                                        |
| Pedro Lascuráin Paredes                          | 1912                                             | Francisco I. Madero                              | 1911–1913                                        |
| Julio García                                     | 1912–1913                                        | Francisco I. Madero                              | 1911–1913                                        |
| Pedro Lascuráin Paredes                          | 1913                                             | Francisco I. Madero                              | 1911–1913                                        |
| Pedro Lascuráin Paredes                          | 1913                                             | Pedro Lascuráin Paredes                          | 1913                                             |
| Francisco León de la Barra                       | 1913                                             | Victoriano Huerta                                | 1913–1914                                        |
| Carlos Pereyra                                   | 1913                                             | Victoriano Huerta                                | 1913–1914                                        |
| Manuel Garza Aldape                              | 1913                                             | Victoriano Huerta                                | 1913–1914                                        |
| Federico Gamboa                                  | 1913                                             | Victoriano Huerta                                | 1913–1914                                        |
| Antonio de la Peña y Reyes                       | 1913                                             | Victoriano Huerta                                | 1913–1914                                        |
| Querido Moheno                                   | 1913–1914                                        | Victoriano Huerta                                | 1913–1914                                        |
| José López Portillo y Rojas                      | 1914                                             | Victoriano Huerta                                | 1913–1914                                        |
| Roberto Esteva Ruiz                              | 1914                                             | Victoriano Huerta                                | 1913–1914                                        |
| Francisco S. Carbajal                            | 1914                                             | Victoriano Huerta                                | 1913–1914                                        |
| Rafael Díaz Iturbide                             | 1914                                             | Francisco S. Carvajal                            | 1914                                             |
| Ernesto Garza Pérez                              | 1917–1918                                        | Venustiano Carranza                              | 1917–1920                                        |
| Cándido Aguilar                                  | 1918                                             | Venustiano Carranza                              | 1917–1920                                        |
| Ernesto Garza Pérez                              | 1918–1919                                        | Venustiano Carranza                              | 1917–1920                                        |
| Salvador Diego Fernández                         | 1919                                             | Venustiano Carranza                              | 1917–1920                                        |
| Hilario Medina                                   | 1919–1920                                        | Venustiano Carranza                              | 1917–1920                                        |
| Juan Sánchez Ascona                              | 1920                                             | Venustiano Carranza                              | 1917–1920                                        |
| Miguel Covarrubias                               | 1920                                             | Adolfo de la Huerta                              | 1920                                             |
| Cutberto Hidalgo                                 | 1920                                             | Adolfo de la Huerta                              | 1920                                             |
| Cutberto Hidalgo                                 | 1920–1921                                        | Álvaro Obregón                                   | 1920–1924                                        |
| Alberto J. Pani                                  | 1921–1923                                        | Álvaro Obregón                                   | 1920–1924                                        |
| Aarón Sáenz                                      | 1923–1924                                        | Álvaro Obregón                                   | 1920–1924                                        |
| Aarón Sáenz                                      | 1924–1927                                        | Plutarco Elías Calles                            | 1924–1928                                        |
| Genaro Estrada                                   | 1927–1928                                        | Plutarco Elías Calles                            | 1924–1928                                        |
| Genaro Estrada                                   | 1928–1930                                        | Emilio Portes Gil                                | 1928–1930                                        |
| Genaro Estrada                                   | 1930–1932                                        | Pascual Ortiz Rubio                              | 1930–1932                                        |
| Manuel C. Téllez                                 | 1932                                             | Pascual Ortiz Rubio                              | 1930–1932                                        |
| Manuel C. Téllez                                 | 1932–1934                                        | Abelardo L. Rodríguez                            | 1932–1934                                        |
| Emilio Portes Gil                                | 1934–1935                                        | Lázaro Cárdenas del Río                          | 1934–1940                                        |
| José Angel Ceniceros                             | 1935                                             | Lázaro Cárdenas del Río                          | 1934–1940                                        |
| Eduardo Hay                                      | 1935–1940                                        | Lázaro Cárdenas del Río                          | 1934–1940                                        |
| Ezequiel Padilla                                 | 1940–1945                                        | Manuel Ávila Camacho                             | 1940–1946                                        |
| Ernesto Hidalgo Ramírez                          | 1945                                             | Manuel Ávila Camacho                             | 1940–1946                                        |
| Francisco Castillo Nájera                        | 1945–1946                                        | Manuel Ávila Camacho                             | 1940–1946                                        |
| Jaime Torres Bodet                               | 1946–1948                                        | Miguel Alemán Valdés                             | 1946–1952                                        |
| Manuel Tello Baurraud                            | 1948–1952                                        | Miguel Alemán Valdés                             | 1946–1952                                        |
| Luis Padilla Nervo                               | 1952–1958                                        | Adolfo Ruiz Cortines                             | 1952–1958                                        |
| Manuel Tello Baurraud                            | 1958–1964                                        | Adolfo López Mateos                              | 1958–1964                                        |
| Antonio Carrillo Flores                          | 1964–1970                                        | Gustavo Díaz Ordaz                               | 1964–1970                                        |
| Emilio O. Rabasa                                 | 1970–1975                                        | Luis Echeverría                                  | 1970–1976                                        |
| Alfonso García Robles                            | 1975–1976                                        | Luis Echeverría                                  | 1970–1976                                        |
| Santiago Roel                                    | 1976–1978                                        | José López Portillo                              | 1976–1982                                        |
| Jorge Castañeda y Álvarez de la Rosa             | 1978–1982                                        | José López Portillo                              | 1976–1982                                        |
| Bernardo Sepúlveda Amor                          | 1982–1988                                        | Miguel de la Madrid                              | 1982–1988                                        |
| Fernando Solana                                  | 1988–1993                                        | Carlos Salinas de Gortari                        | 1988–1994                                        |
| Manuel Camacho Solís                             | 1993–1994                                        | Carlos Salinas de Gortari                        | 1988–1994                                        |
| Manuel Tello Macías                              | 1994                                             | Carlos Salinas de Gortari                        | 1988–1994                                        |
| José Ángel Gurría                                | 1994–1998                                        | Ernesto Zedillo                                  | 1994–2000                                        |
| Rosario Green                                    | 1998–2000                                        | Ernesto Zedillo                                  | 1994–2000                                        |
| Jorge Castañeda                                  | 2000–2003                                        | Vicente Fox                                      | 2000–2006                                        |
| Luis Ernesto Derbez                              | 2003–2006                                        | Vicente Fox                                      | 2000–2006                                        |
| Patricia Espinosa Cantellano                     | 2006–2012                                        | Felipe Calderón Hinojosa                         | 2006–2012                                        |
| José Antonio Meade                               | 2012–2015                                        | Enrique Peña Nieto                               | 2012–2018                                        |
| Claudia Ruiz Massieu Salinas                     | 2015–2017                                        | Enrique Peña Nieto                               | 2012–2018                                        |
| Luis Videgaray Caso                              | 2017–2018                                        | Enrique Peña Nieto                               | 2012–2018                                        |
| Marcelo Ebrard Casaubón                          | 2018–2023                                        | Andrés Manuel López Obrador                      | 2018–2024                                        |
| Alicia Bárcena Ibarra                            | 2023–2024                                        | Andrés Manuel López Obrador                      | 2018–2024                                        |
| Juan Ramón de la Fuente Ramírez                  | seit 2024                                        | Claudia Sheinbaum                                | 2024–                                            |